# Ctenus maculatus
Ctenus maculatus là một loài nhện trong họ Ctenidae.
Loài này thuộc chi Ctenus. Ctenus maculatus được Pelegrin Franganillo-Balboa miêu tả năm 1931.